# Edmilson Correia
Edmilson Indjai Correia (Bissau, 6 giugno 2000) è un calciatore guineense, attaccante dell'Hyderabad.

## Caratteristiche tecniche
È un'ala brevilinea dotata di buona velocità ed accelerazione.

## Carriera
Nato a Bissau, è stato acquistato dal Saint-Étienne nel 2019. Dopo aver disputato alcune partite con le riserve, nel mese di novembre è stato aggregato alla prima squadra, con cui ha debuttato in occasione dell'incontro di Ligue 1 pareggiato 0-0 contro il Montpellier.
Ha trovato la sua prima rete con il club francese il 18 dicembre seguente in occasione dell'incontro di Coupe de la Ligue vinto 2-1 contro il Nîmes.

## Statistiche

### Presenze e reti nei club
Statistiche aggiornate al 12 marzo 2025.
| Stagione        | Squadra         | Campionato      | Campionato | Campionato | Coppe nazionali | Coppe nazionali | Coppe nazionali | Coppe continentali | Coppe continentali | Coppe continentali | Altre coppe | Altre coppe | Altre coppe | Totale | Totale | Totale |
| Stagione        | Squadra         | Comp            | Pres       | Reti       | Comp            | Pres            | Reti            | Comp               | Pres               | Reti               | Comp        | Pres        | Reti        | Pres   | Reti   |        |
| --------------- | --------------- | --------------- | ---------- | ---------- | --------------- | --------------- | --------------- | ------------------ | ------------------ | ------------------ | ----------- | ----------- | ----------- | ------ | ------ | ------ |
| 2019-2020       | Saint-Étienne 2 | N2              | 2          | 0          |                 | -               | -               |                    | -                  | -                  |             | -           | -           | 2      | 0      |        |
| 2019-2020       | Saint-Étienne   | L1              | 4          | 0          | CF+CdL          | 1+2             | 0+1             |                    | -                  | -                  |             | -           | -           | 7      | 1      |        |
| nov.2024-2025   | Hyderabad       | ISL             | 16         | 2          | SC              | 0               | 0               | -                  | -                  | -                  | -           | -           | -           | 16     | 2      |        |
| Totale carriera | Totale carriera | Totale carriera | 20         | 2          |                 | 3               | 1               |                    | -                  | -                  |             | -           | -           | 23     | 3      |        |

### Cronologia presenze e reti in nazionale
| Cronologia completa delle presenze e delle reti in nazionale ― Guinea-Bissau | Cronologia completa delle presenze e delle reti in nazionale ― Guinea-Bissau | Cronologia completa delle presenze e delle reti in nazionale ― Guinea-Bissau | Cronologia completa delle presenze e delle reti in nazionale ― Guinea-Bissau | Cronologia completa delle presenze e delle reti in nazionale ― Guinea-Bissau | Cronologia completa delle presenze e delle reti in nazionale ― Guinea-Bissau | Cronologia completa delle presenze e delle reti in nazionale ― Guinea-Bissau | Cronologia completa delle presenze e delle reti in nazionale ― Guinea-Bissau |
| Data                                                                         | Città                                                                        | In casa                                                                      | Risultato                                                                    | Ospiti                                                                       | Competizione                                                                 | Reti                                                                         | Note                                                                         |
| ---------------------------------------------------------------------------- | ---------------------------------------------------------------------------- | ---------------------------------------------------------------------------- | ---------------------------------------------------------------------------- | ---------------------------------------------------------------------------- | ---------------------------------------------------------------------------- | ---------------------------------------------------------------------------- | ---------------------------------------------------------------------------- |
| 17-11-2022                                                                   | Adalia                                                                       | Guinea-Bissau                                                                | 1 – 3                                                                        | Gabon                                                                        | Amichevole                                                                   | -                                                                            | 88’                                                                          |
| 20-11-2022                                                                   | Aksu                                                                         | Gambia                                                                       | 0 – 0                                                                        | Guinea-Bissau                                                                | Amichevole                                                                   | -                                                                            | 90+2’                                                                        |
| Totale                                                                       |                                                                              | Presenze                                                                     | 2                                                                            |                                                                              | Reti                                                                         | 0                                                                            |                                                                              |